# ヨルダン・アビエーション

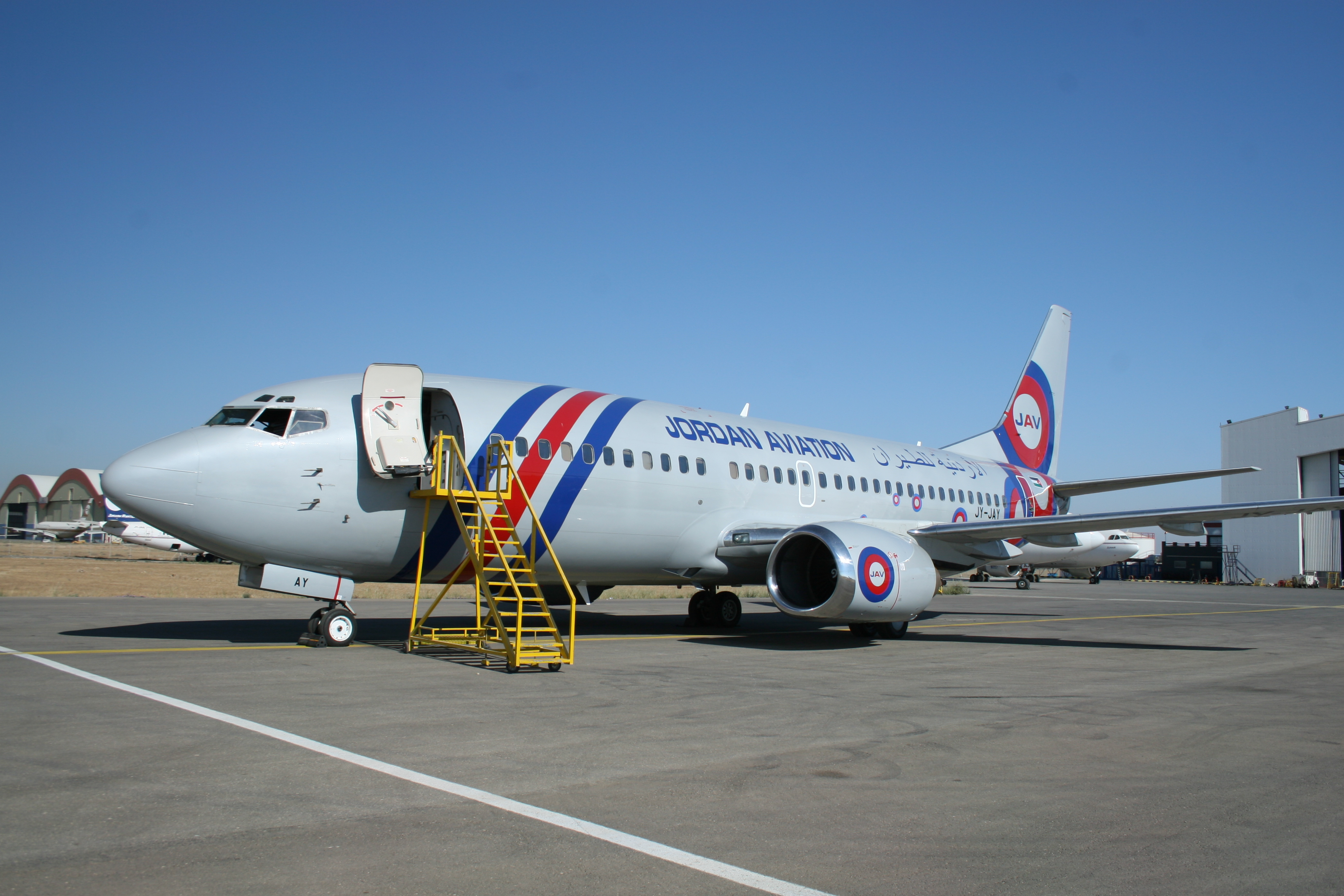
新しいヨルダン・アビエーションの外装 (2012年6月)

ヨルダン・アビエーション (Jordan Aviation, PSC) は、ヨルダンのアンマンを本拠とする航空会社である。世界中でチャーター便を運航しており、機材が不足している主要航空会社に
ウェット・リースを提供しており、国連平和維持軍の航空輸送にとっても重要な存在である。ヨルダン・アビエーションは、ワイドボディ機やナローボディ機を置いているアンマンのクィーンアリア国際空港を拠点としている。また、2010年10月には、オペレーション&テクニカルセンターの一部である自身のMROを開業させた。ヨルダン・アビエーションは、IATAのメンバーであり、IOSA認定の航空会社でもある。さらに、アラブ航空会社機構 (AACO) や国際航空運輸機構 (IACA) 、航空安全協会 (FSA) にも加盟している。

## 歴史
ヨルダン・アビエーションは、1998年に会社として設立され、2000年に航空運送事業許可（AOC）を得て、同年10月から運行を開始した。ヨルダンで最初の私営チャーター航空会社としてアンマンからサービスを始め、世界的なAOCと多様な路線網を運行している。国連平和維持職員は、様々な機材を使って広範囲を移動し、さらに、機材の不足している航空会社へ「ウェット・リース」として航空機を貸し出している。ホリデイ・チャーター便も、アンマンのベースに運航している。ヨルダン・アビエーションは、Mohamed Al-Khashman (President & Chief Executive Officer) とHazem Alrasekhによって所有され、2012年6月時点で、900人以上の従業員を抱えている。会社は、以下に示すような機材を所有し、急成長した。エアバスA330-200は、2012年3月に機材に加えられ、エアバスA320-200やボーイング737–300に続いて、次期に就航する計画である。他の市場への拡大も進行中である。

## 就航都市

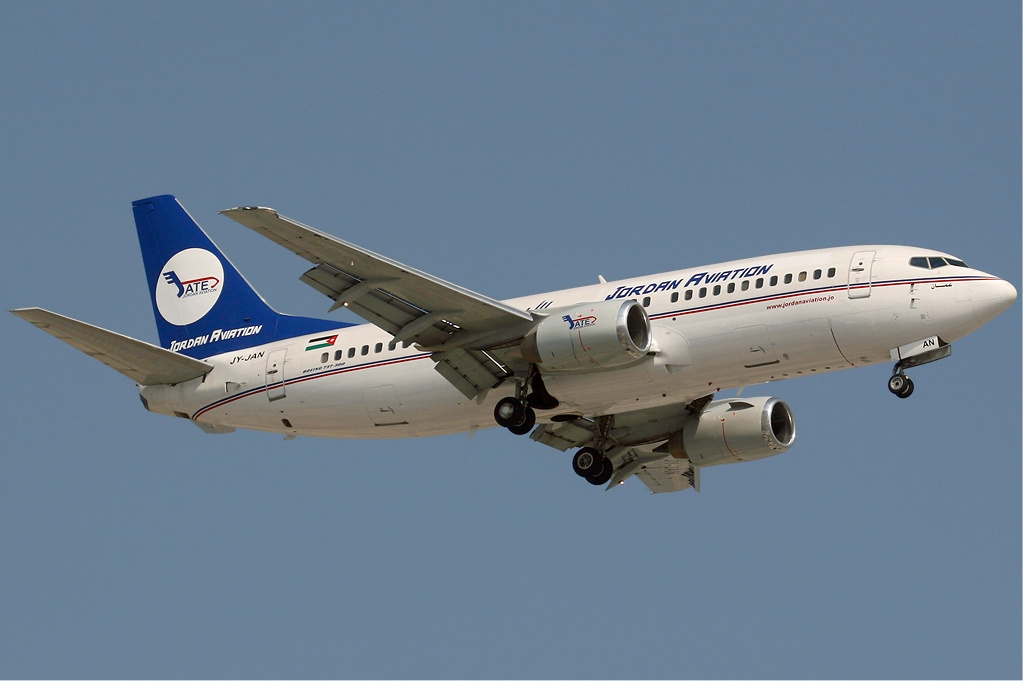
ヨルダン・アビエーションのボーイング737–300

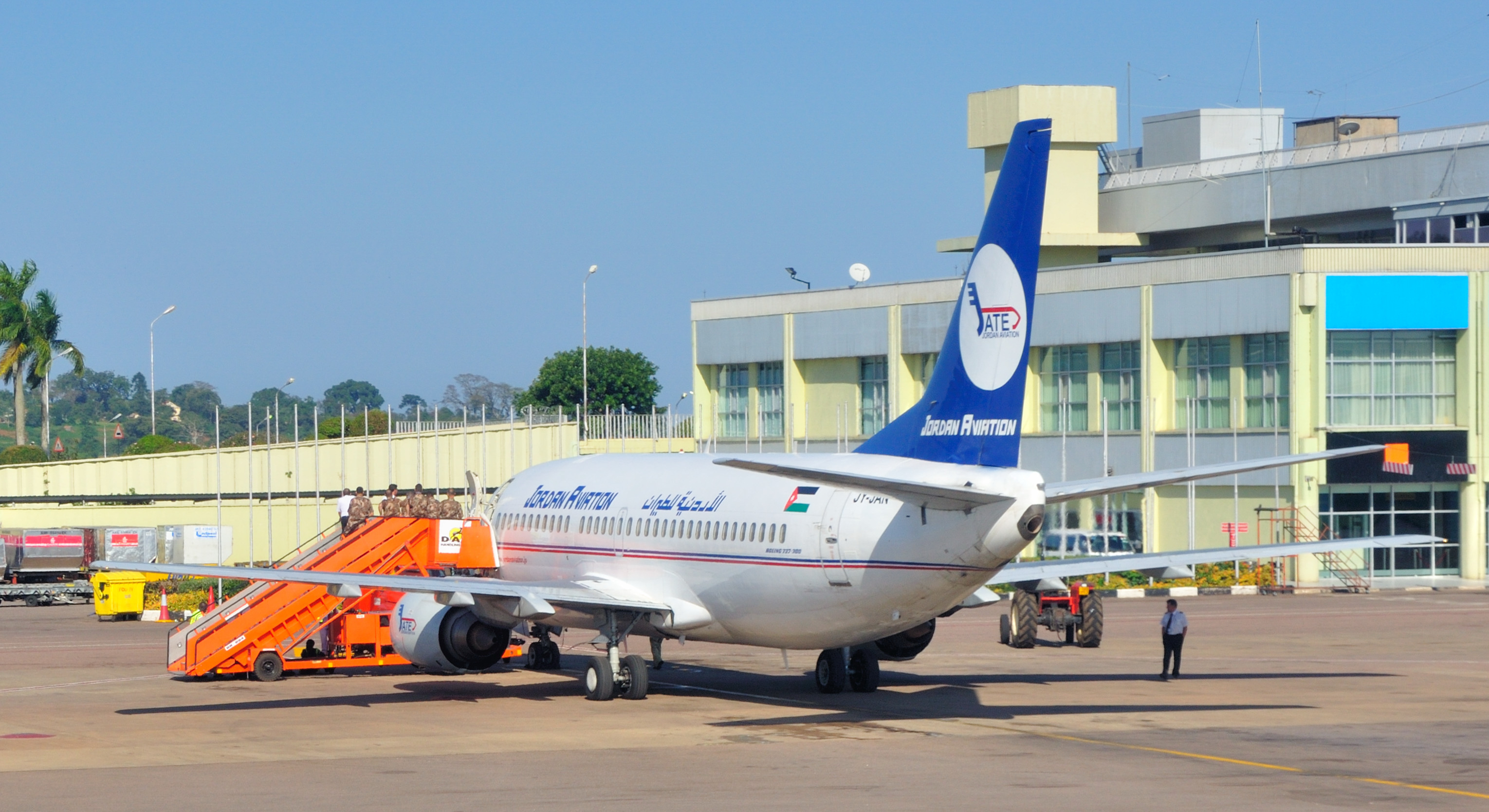
ヨルダン・アビエーションのボーイング737–322、ウガンダにて

### 北アフリカ
エジプト
- アレクサンドリア – アレクサンドリア国際空港
- カイロ

### アジア

#### 東南アジア
タイ
- バンコク – スワンナプーム国際空港

#### 東アジア
香港
- 香港 – 香港国際空港

#### 中東
バーレーン
- バーレーン国際空港

 イラク
- バグダード
- バスラ

 ヨルダン
- アンマン
  - アンマン市営空港
  - クィーンアリア国際空港 本拠地
- アカバ  – アカバ空港

 カタール
- ドーハ – ドーハ国際空港

 シリア
- ダマスカス – ダマスカス国際空港

 アラブ首長国連邦
- ドバイ – ドバイ国際空港

#### 西アジア
トルコ
- イスタンブール  – サビハ・ギョクチェン国際空港
- ダラマン
- アンタルヤ

## 機材
ヨルダン・アビエーションの2021年8月時点での機材